# Pembroke Park
Pembroke Park est une ville américaine située dans le comté de Broward en Floride.

## Démographie
Selon le recensement de 2010, Pembroke Park compte 6 102 habitants. La municipalité s'étend sur 1,65 milles carrés (4,27 km2), dont 1,36 milles carrés (3,52 km2) de terres.
| 1960 | 1970  | 1980  | 1990  | 2000  | 2010  |
| ---- | ----- | ----- | ----- | ----- | ----- |
| 569  | 2 949 | 5 326 | 4 933 | 6 299 | 6 102 |